# Jacques Bax
Jacques Bax CICM (chiń. 巴耆賢) (ur. 26 czerwca 1824 w Weelde, zm. 4 stycznia 1895 w Xiyingzi) – belgijski duchowny rzymskokatolicki, misjonarz, wikariusz apostolski Mongolii oraz Centralnej Mongolii.

## Biografia
17 grudnia 1853 otrzymał święcenia prezbiteriatu. W 1863 złożył śluby zakonne w Zgromadzeniu Niepokalanego Serca Maryi.
22 maja 1871 papież Pius IX mianował go prowikariuszem apostolskim Mongolii. 23 października 1874 został wikariuszem apostolskim Mongolii oraz biskupem in partibus infidelium adrasyjskim. 6 czerwca 1875 w Xiwanzi przyjął sakrę biskupią z rąk wikariusza apostolskiego Shanxi bpa Luigiego Carlo Antonio Moccagatty OFMObs. Przy sakrze asystował o. Ferdinand Hubertus Hamer CICM.
21 grudnia 1883 nastąpił podział wikariatu apostolskiego Mongolii. Bp Bax został wówczas ordynariuszem wikariatu apostolskiego Centralnej Mongolii, ze stolicą w Xiwanzi. Urząd ten sprawował do śmierci 4 stycznia 1895.